# Гуаранда
Гуаранда (исп. Guaranda) — город в Эквадоре, административный центр провинции Боливар. Гуаранда был назван по имени вождя древних индейцев.

## История
Город был основан испанскими первопроходцами в 1571 году, однако официально был признан лишь в 1811 году. Гуаранда серьёзно пострадал от землетрясений 1674 и 1775 годов, но оба раза восстанавливался. День независимости празднуется городом 10 ноября, в день полной независимости от испанцев.

## География
Расположен в центральной части страны, в 150 км к северо-востоку от Гуаякиля и в 220 км к югу от Кито, на высоте 2668 м над уровнем моря. Большую часть дней, в хорошую погоду, из города хорошо виден вулкан Чимборасо.

## Население
Население по данным на 2010 год составляет 24 582 человека, представлено главным образом метисами и индейцами.